# Галицкое (Львовская область)
Галицкое (укр. Галицьке; до 2024 года — Червоное) — село в Золочевской городской общине Золочевского района Львовской области Украины.

## Географическое положение
В селе находится исток реки Ольшаница, которая является притоком Гологорки.
Расположено на отрогах Гологорского массива. На юге села проходит Главный европейский водораздел.
Близ села в урочище «Лысая гора» на площади 80 гектар сохранился участок целины со степной растительностью (горицвет, сон-трава, дикая рожь).

## История
В 1946 г. Указом ПВС УССР село Ляцки Великие переименовано в Червоное.
По переписи 2001 года население составляло 1738 человек. В 2024 году в селе проживало полторы тысячи человек.

## Транспорт
Через село проходит трасса Львов—Золочев.